# Predicazione della prima crociata

## La predicazione della crociata

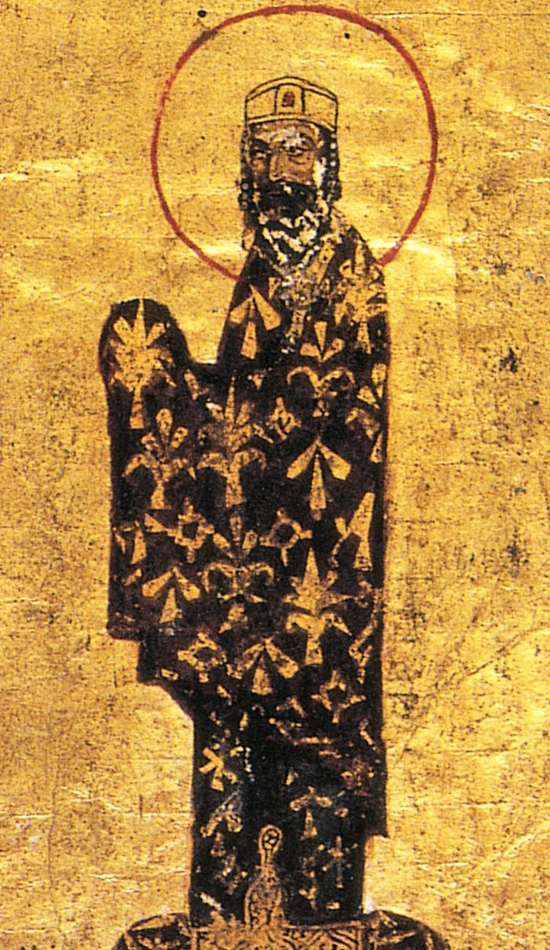
Una miniatura rappresentante Alessio I Comneno.

Le relazioni fra la cristianità orientale e quella occidentale giunsero ai minimi nel 1087.
Alessio I Comneno aveva ereditato, con il trono imperiale, anche la scomunica che papa Papa Gregorio VII aveva inflitto al suo predecessore Niceforo III.
Alessio aveva comunque scritto al papa per assicurarsi il suo aiuto contro l'aggressione di Roberto il Guiscardo, senza però ottenere alcuna risposta. Anzi il papa aveva incoraggiato avventurieri senza scrupoli ad attaccare i bizantini.
Il rancore ed il risentimento erano evidenti da ambedue le parti ed il rischio di uno scisma non era trascurabile. Soltanto statisti molto abili avrebbero potuto salvare l'unità della cristianità e questi furono Alessio I Comneno e papa Urbano II, salito al soglio di Pietro nel marzo del 1088. La distensione tra occidente ed oriente fu facilitata anche dalla morte di Roberto il Guiscardo e dalla volontà del suo erede alla guida dei normanni, Ruggero di Sicilia, di non offendere l'imperatore.

### Il Concilio di Melfi III (settembre 1089)
Urbano II indisse il concilio di Melfi III, con inizio il 10 settembre 1089, molto importante perché è il momento ed il luogo in cui il Pontefice bandì la prima Crociata. Urbano II gettò le basi, insieme ai Capi Normanni, per costituire una lega, allo scopo di liberare dai musulmani la Terra Santa. Subito dopo il Sinodo, il Papa iniziò la predicazione per la spedizione, che sarà formalmente indetta qualche anno dopo a Clermont ed alla quale parteciperanno i Normanni comandati da Boemondo d’Altavilla. Urbano II ritirò, in occasione dello stesso Sinodo, la scomunica ad Alessio I Comneno.
L'Imperatore, in un successivo sinodo a Costantinopoli, ripristinò il nome del Papa nei dittici delle chiese patriarcali della capitale.
Gli ambasciatori dell'imperatore in Italia, il metropolita di Trani e l'arcivescovo di Rossano, non furono entusiasti del riavvicinamento tra il papa e l'imperatore, per le mire del primo riguardo ai loro territori ed avrebbero preferito che Alessio sostenesse la causa dell'antipapa Clemente III (Guiberto di Ravenna). Alessio aveva però compreso che Urbano era l'uomo migliore per i suoi piani ed era abbastanza realista da accettare la perdita dell'Italia bizantina.

### Il Concilio di Piacenza (1-5 marzo 1095)
Quello di Piacenza fu il primo grande concilio del pontificato di Urbano II. Nella città emiliana il clero riunito approvò decreti contro la simonia, il matrimonio tra ecclesiastici e contro alcune sette eretiche; venne discusso anche il caso dell'adulterio del re Filippo I di Francia, anche se a proposito il concilio non prese provvedimenti In questa sorta di corte suprema della cristianità occidentale, il papa incontrò anche la consorte dell'imperatore Enrico IV, Adelaide di Kiev (suo nome originario: Prassede o Eufrasia), che venne a riferire sul trattamento indegno che doveva subire da parte del marito.
Tra gli osservatori laici del concilio vi erano anche gli inviati dell'imperatore Alessio I Comneno. La situazione nell'impero d'Oriente era stabile: le guerre contro i turchi proseguivano bene e uno sforzo tempestivo avrebbe permesso di segnare il definitivo declino della potenza selgiuchide. Per passare alla definitiva controffensiva Alessio I Comneno aveva però bisogno di soldati: egli dipendeva largamente da mercenari stranieri, dai reggimenti formati dai Peceneghi e da altre popolazioni delle steppe, dalla Guardia variaga e da compagnie di avventurieri occidentali. L'attività di protezione del lungo confine danubiano, il controllo delle recalcitranti popolazioni serbe e bulgare, il pericolo dell'aggressione normanna dall'Italia e ovviamente la guerra in Asia Minore esauriva completamente le sue risorse militari. Alessio intendeva utilizzare l'influenza del papa per trovare i soldati che gli mancavano: per questo motivo i suoi rappresentanti presero parola al concilio.
Sebbene non sia no noti i termini esatti del discorso tenuto dagli ambasciatori bizantini, sappiamo che questi sottolinearono con particolari enfasi le sofferenze che i cristiani d'Oriente dovevano sopportare a causa degli infedeli.
Ovviamente i vescovi ed il papa furono colpiti da queste parole. Mentre si recava a Cremona, per incontrare e ricevere l'omaggio di Corrado di Lorena, Urbano II iniziò a maturare un'idea per la pacificazione del mondo occidentale (cosiddetta guerra santa, in opposizione alla pace santa).

### Il concilio di Clermont (18-28 novembre 1095) e l'appello alla Crociata

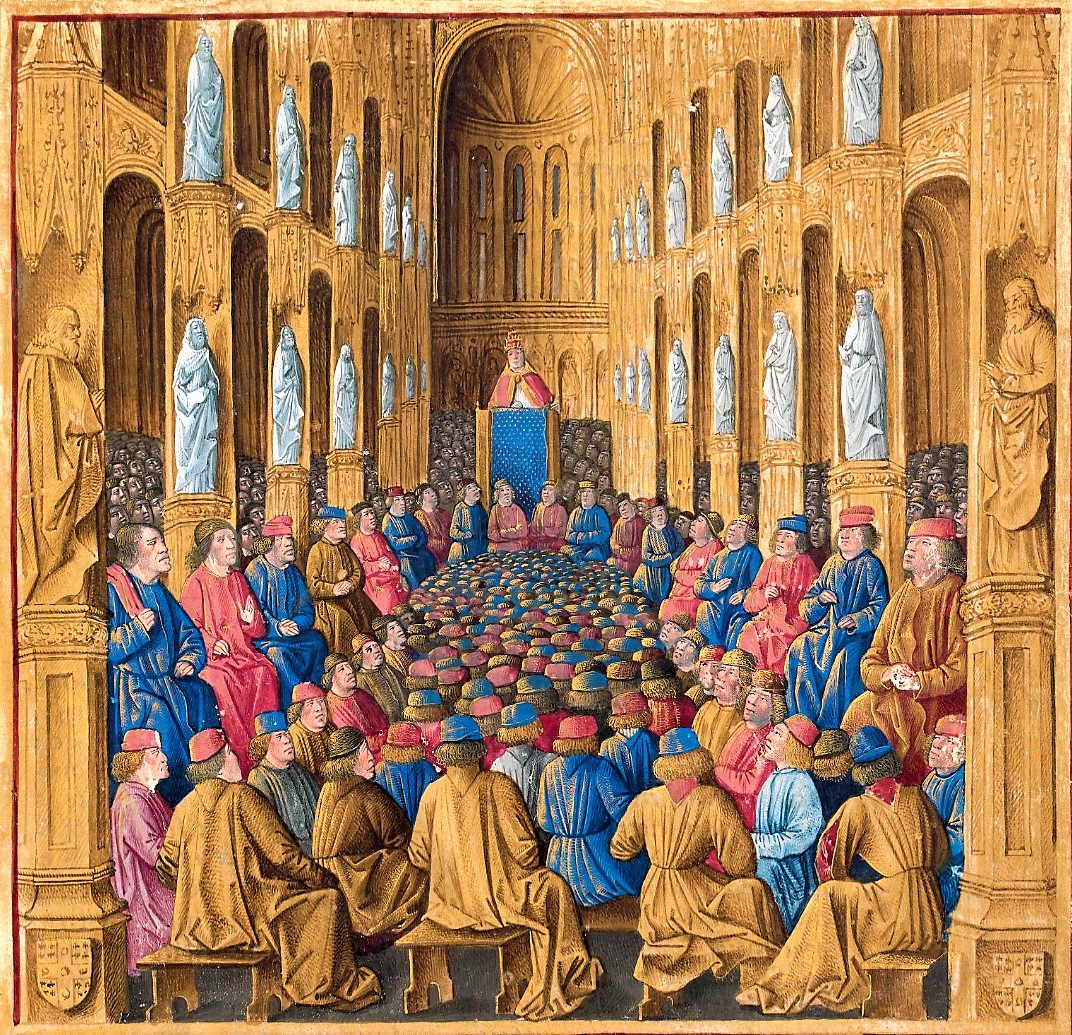
Papa Urbano II al Sinodo di Clermont,
Miniatura dal Livre des Passages d'Outre-mer, 1490 circa (Bibliothèque National de France)

Urbano II giunse in Francia nella tarda estate del 1095. Il pontefice intendeva realizzare una riforma della chiesa che ne ricostituisse l'unità inscindibile attraverso tre elementi costitutivi: catholia, casta et libera Durante il viaggio si occupò degli affari della chiesa francese, organizzando, correggendo, elogiando o biasimando, laddove necessario. All'Abbazia di Cluny poté incontrare uomini interessati al flusso di pellegrini, sia in direzione di Santiago di Compostela, sia in rotta verso Gerusalemme: da questi vide confermate le parole degli ambasciatori bizantini. Fu informato delle insormontabili difficoltà che i pellegrini diretti in Palestina dovevano affrontare a causa dell'autorità turca e di come di fatto la Terra santa vera e propria fosse praticamente chiusa.
Il Concilio di Clermont durò dal 18 al 28 novembre. Come nel precedente concilio piacentino, gli argomenti trattati dai trecento ecclesiastici riuniti furono diversi e complessi; furono ribaditi i decreti contro l'investitura laica, la simonia e il matrimonio del clero. Inoltre fu sostenuta la Tregua di Dio, furono scomunicati Filippo I di Francia per adulterio, il vescovo di Cambrai per simonia e fu stabilita la supremazia della sede di Lione su quelle di Reims e di Sens. Il concilio fornì a Urbano l'occasione per annunciare l'idea che aveva iniziato a maturare dopo il concilio piacentino e che aveva elaborato durante il viaggio in Francia: per il 27 novembre annunciò una seduta pubblica per un grande annuncio.
Il giorno stabilito, il trono papale fu posto sopra una piattaforma in un campo aperto, vicino alla porta orientale della città, davanti a una moltitudine impaziente. Come già per gli ambasciatori bizantini, le esatte parole che Urbano rivolse a queste persone non ci sono note. Gli stessi cinque cronisti che ne hanno riportato il discorso ammettono che la loro versione non è rigorosamente esatta: ognuno di loro scrisse il discorso che pensava che il papa avrebbe dovuto pronunciare, arricchendolo di loro artifici retorici.
Urbano parlò sicuramente con fervore e con tutta l'arte oratoria di cui era capace: riferì di come la cristianità d'Oriente aveva invocato aiuto contro gli invasori turchi che profanavano i santuari, ricordò il carattere di città sacra proprio di Gerusalemme, raccontò delle umiliazioni e le sofferenze dei pellegrini. Poi lanciò il grande appello: la cristianità occidentale doveva marciare sotto la guida di Dio per soccorrere quella orientale e liberare i luoghi dove Gesù Cristo aveva compiuto la sua parabola di uomo mortale. Chi fosse morto in battaglia avrebbe avuto l'assoluzione e la remissione di tutti i peccati.
L'appello di Urbano II sancirà, di fatto, l'inizio di un movimento secolare e una svolta profonda nella storia medioevale, senza che il papa in quel momento ne avesse l'idea né l'intenzione. La sua idea originaria era di pacificare il mondo occidentale attraverso l'allontanamento di elementi guerrieri difficilmente controllabili, destinandoli a un servizio che fosse un atto di penitenza.
Il primo ad aderire al progetto, appena terminato l'appello, fu Ademaro di Monteil, vescovo di Le Puy, mentre il cardinale Gregorio intonava ad alta voce il Confiteor. Tutti i presenti risposero con il grido «Dio lo vuole!» (Deus lo volt!).

### L'entusiasmo francese e italiano
L'entusiasmo che incontrò l'idea della Guerra Santa fu maggiore di quanto lo stesso papa si fosse aspettato. Il concilio approvò un decreto in cui si stabiliva che tutti i beni dei partecipanti durante la loro assenza sarebbero stati posti sotto la protezione della chiesa, che ogni membro della spedizione doveva portare il segno della Croce come simbolo della consacrazione, che chi prendeva la croce doveva far voto di andare a Gerusalemme; che gli ecclesiastici e di monaci non dovevano prendere la croce senza il permesso del loro vescovo o abate, che i vecchi ed i malati erano dissuasi dall'intraprendere la spedizione e che comunque nessuno era autorizzato a partire senza aver consultato il suo direttore spirituale. Si stabilì che la crociata non era una guerra di conquista ma di liberazione e che ogni città tolta agli infedeli doveva essere restituita alla chiesa d'Oriente. I partecipanti dovevano essere pronti per la festa dell'Assunzione dell'anno successivo: il 15 agosto 1096. Il papa chiese a tutti i vescovi di predicare la crociata.

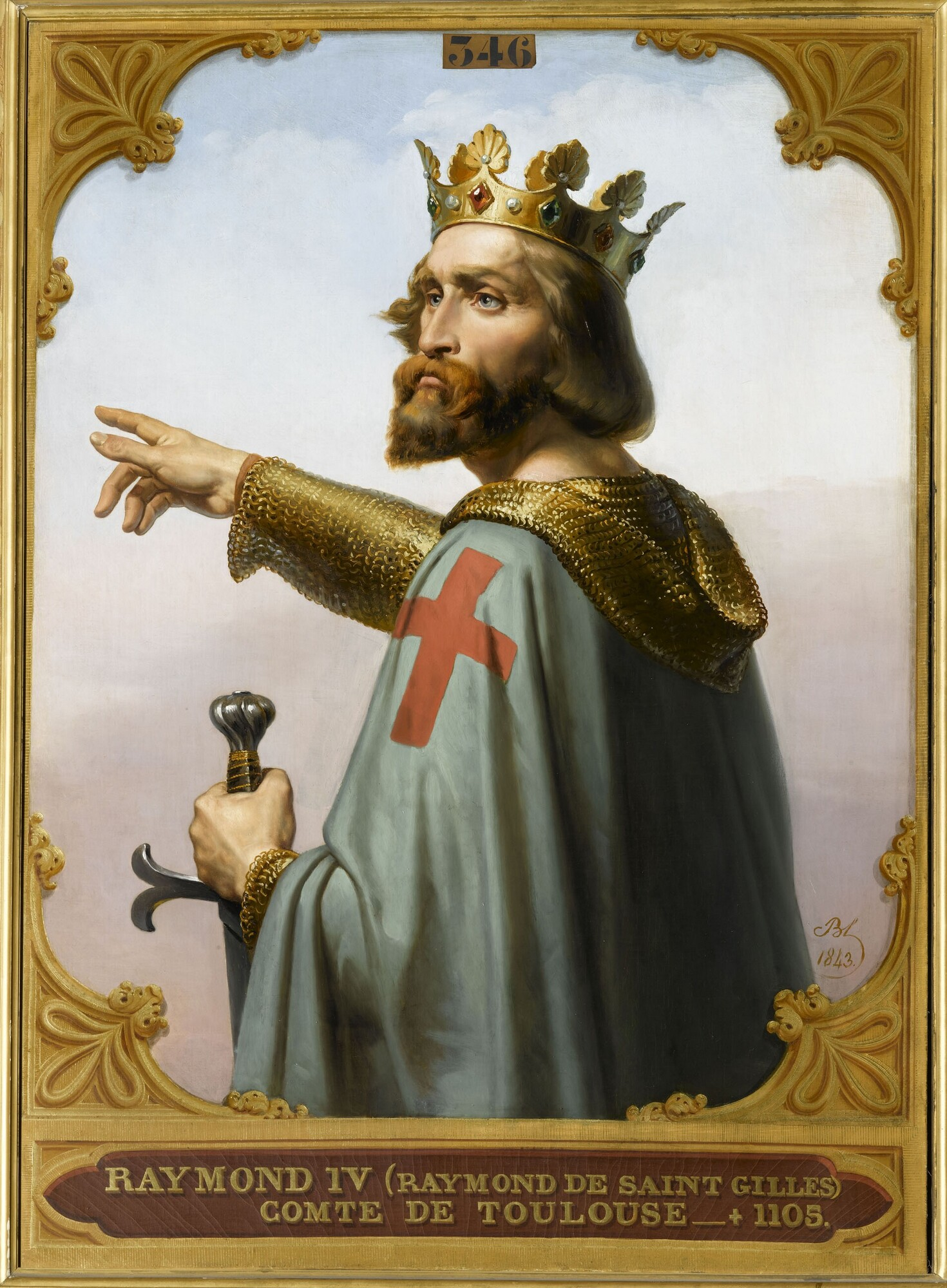
Raimondo IV di Tolosa
Dipinto di Merry-Joseph Blondel nel 1840, Salles de Croisades, Versailles.

Volendo mettere in chiaro che la spedizione era sotto il controllo della Chiesa, Urbano nominò a suo capo un ecclesiastico: quell'Ademaro di Monteil che subito aveva aderito alla crociata. Il primo dei grandi signori francesi che chiese di partecipare alla spedizione fu Raimondo IV di Tolosa (Raimondo si Saint-Gilles). Nel luglio 1096 Urbano riceve un messaggio di re Filippo I in cui annunciava la totale sottomissione nella questione dell'adulterio e l'informava dell'adesione alla crociata di suo fratello Ugo I di Vermandois. La Repubblica di Genova, contatta su consiglio di Raimondo, acconsentì a fornire alla spedizione dodici galee e navi da trasporto. In Francia si preparavano a partire anche Roberto II delle Fiandre, il duca Roberto II di Normandia (detto il Corto o Cortacoscia) e Stefano II di Blois. Tra gli uomini devoti all'imperatore Enrico IV che aderirono alla crociata i più importanti tra coloro, anche per il ruolo che si trovarono a svolgere, furono sicuramente Goffredo di Buglione, duca della Bassa Lorena, ed i suoi fratelli Eustachio e Baldovino.

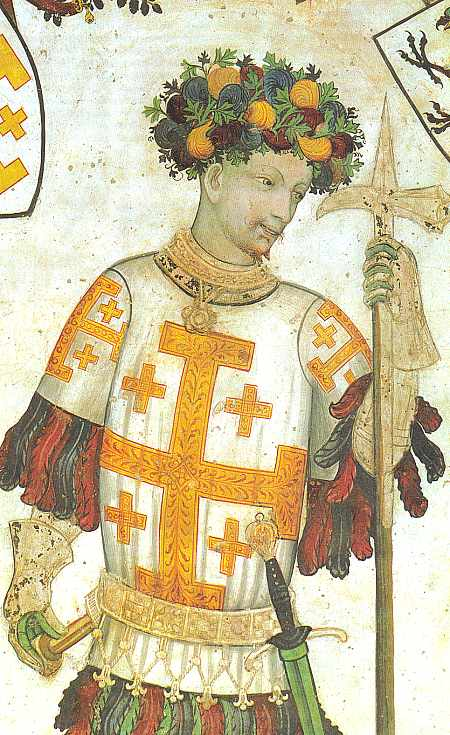
Goffredo da Buglione
Affresco del XV secolo al Castello della Manta di Saluzzo (CN).

In Italia l'entusiasmo non fu minore, tanto che Urbano si vide costretto a scrivere ai cittadini di Bologna per ringraziarli del loro zelo ed ammonirli a non partire per l'Oriente senza il permesso dei loro sacerdoti. Nell'Italia meridionale il progetto incontrò subito il favore dei Normanni: Boemondo I d’Altavilla, figlio di Roberto il Guiscardo, ostacolato nelle sue ambizioni dai diritti parentali, aderì subito alla crociata, nella speranza di riuscire ad ottenere un principato. L'esercito normanno si rivelerà il più efficiente dell'intero schieramento crociato.

### Pietro l'Eremita
Nonostante che Urbano avesse chiesto ai vescovi di predicare la crociata, la predicazione più efficace fu fatta da uomini umili come Roberto d'Arbrissel, fondatore dell'Ordine di Fontevrault, e il monaco itinerante Pietro d'Amiens, meglio conosciuto come Pietro l'eremita.
Quest'ultimo era un uomo di bassa statura, di carnagione scura, con una faccia lunga e magra che camminava a piedi nudi, non mangiava né carne né pesce ed indossava uno sporco mantello da eremita. Nonostante il suo umile aspetto, Pietro aveva il potere di commuovere gli uomini e da lui emanava una forte autorità. La predicazione di Pietro, che probabilmente non poté assistere di persona all'appello del Papa, incontrò particolare successo nelle regioni nord-occidentali dell'Europa, soprattutto tra i ceti più poveri. Quando nell'aprile del 1096 Pietro giunse a Colonia i suoi seguaci erano circa quindicimila.
Lo straordinario successo della sua predicazione era dovuto a molti fattori: il principale di questo era sicuramente la vita povera ed incerta dei contadini delle regioni dove predicò, ben disposti a lasciare le loro miserie per le terre dove, secondo le Sacre Scritture, scorrevano latte e miele.
In Germania Pietro riuscì ad attirare all'idea della crociata alcuni membri della piccola nobiltà, come il conte Ugo da Tubingia, il conte Enrico di Schwarzenberg, Gualtiero di Teck e tre figli del conte di Zimmern. La predicazione di Pietro ebbe anche una spiacevole conseguenza: una crociata ai danni delle comunità ebraiche dell'Europa centrale (crociata dei tedeschi).